# Van Limburg Stirumplein

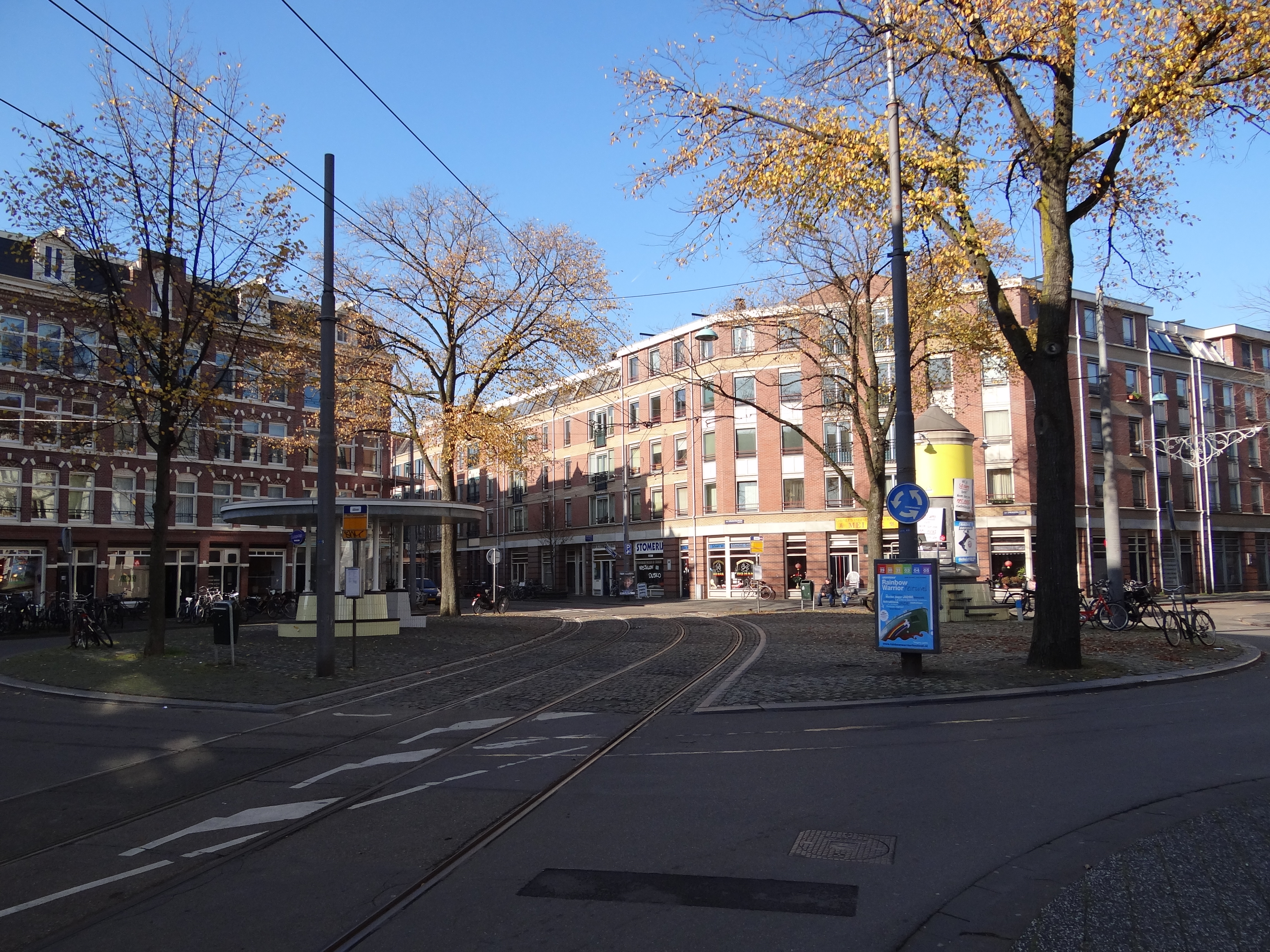
Van Limburg Stirumplein in 2011

Het Van Limburg Stirumplein is een plein in Amsterdam-West. Het plein ligt in de Staatsliedenbuurt, tussen de Van Limburg Stirumstraat en de Van der Hoopstraat. Ook de Bentinckstraat kruist het plein.
Het plein kreeg zijn naam in 1886 en werd vernoemd naar Leopold van Limburg Stirum (1758-1840), kapitein van het Staatse leger. Hij nam in 1813 met Van Hogendorp en Van der Duyn van Maasdam het voorlopig bewind op zich en bereidde de komst voor van Koning Willem I.
Sinds mei 1987 zouden er op dit plein een aantal Mariaverschijningen hebben plaatsgehad en werden er op de plek eerst een tegel en vervolgens een klein monument geplaatst. In 1994 bleek het bij deze devotie om een 'hoax' te gaan. Ter gelegenheid van de herinrichting van het plein realiseerde Frank Halmans in 1997 in opdracht van Stadsdeel West een wachthuisje voor de tram. Daarnaast ontwierp hij, als verwijzing naar het roerige actieverleden van de buurt, een spreekstoel bij de reeds lang bestaande iconische peperbus reclamezuil. 

## Verkeer en vervoer
Tramlijn 3 heeft een halte aan het Van Limburg Stirumplein.
Oorspronkelijk, vanaf 1910, reed tramlijn 14 over het Van Limburg Stirumplein. In 1942 werd lijn 14 opgeheven en nam lijn 10 zijn plaats in en werd op 22 juli 2018 vervangen door lijn 3.